# Номингия
Номингия (лат. Nomingia) — род тероподных динозавров из инфраотряда овирапторозавров, найденный в верхнемеловой формации Бугийн-Цав в Монголии.

## Открытие и название

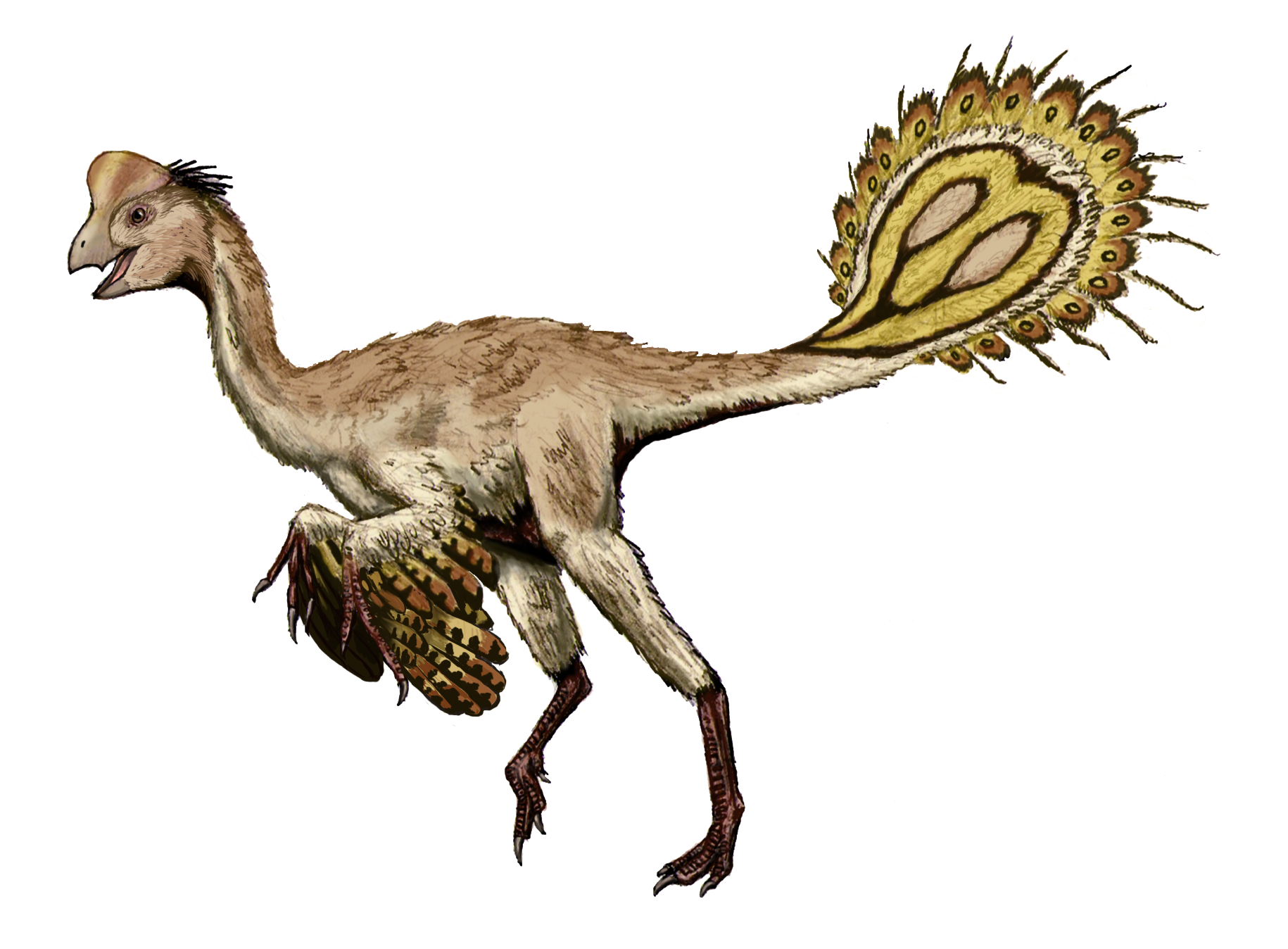
Реконструкция

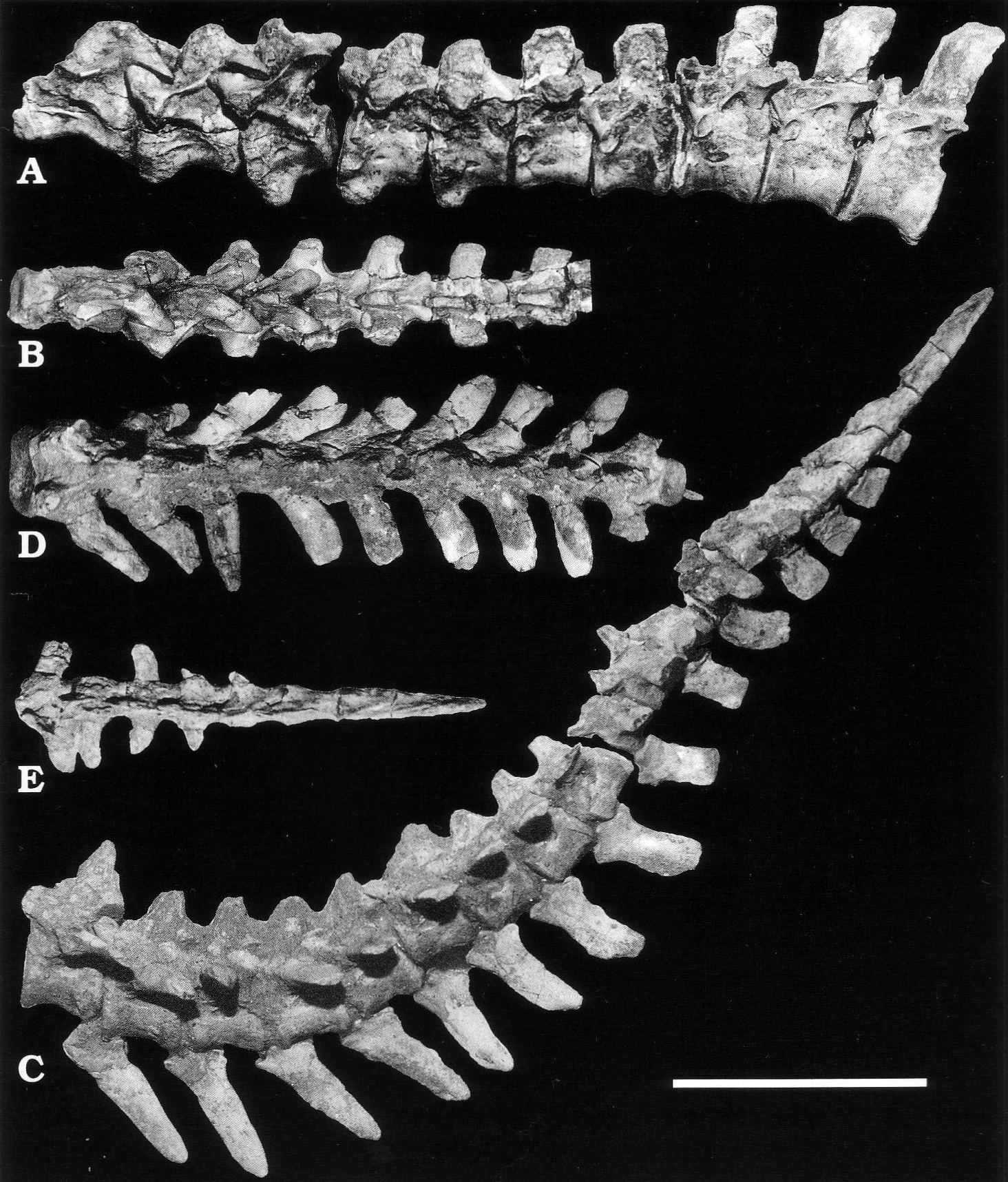
Позвонки и хвост голотипа

Ископаемые остатки номингии, состоящие, по большей части, из позвоночного столба, тазового пояса и левого тибиотарзуса (голотип GIN 100/119) были обнаружены в 1994 году в слоях формации Нэмэгэт, датированных маастрихтским ярусом. Окаменелости назвала и описала в качестве типового вида Nomingia gobiensis группа палеонтологов под руководством Ринченгийна Барсболда в 2000 году. Этимология биномена содержит отсылку к месту обнаружения находки — Номингийн Гоби, ближняя часть пустыни Гоби, которая сама упоминается в видовом названии.

## Описание
Номингия была среднеразмерным овирапторозавром; в 2010 и 2016 годах Грегори С. Пол оценил её длину в 1,7 метра и массу — в 20 килограммов. Хвост состоял из 24 позвонков, последние 5 срастались в пигостиль. Авторы описания предположили, что, возможно, пигостиль поддерживал хвост из перьев, как у каудиптерикса. До обнаружения номингии подобная скелетная структура обнаруживалась только у птиц.

## Систематика
Барсболд и др. формально отнесли номингию к овирапторозаврам, хотя и считали, что он, возможно, был представителем семейства Caenagnathidae (= Elmisaurinae). Некоторые авторы признают родство номингии с овирапторидами несомненным на основе общности скелетных элементов: развитых гипапофизов на шейно-спинных позвонках, пневматизации тел проксимальных хвостовых позвонков, сравнительно короткого хвоста и др. Из-за скудности ископаемого материала определение родства с другими овирапторозаврами проблематично. Ряд авторов отмечает возможную связь этого таксона с Chirostenotes pergracilis или с Rinchenia mongoliensis и Conchoraptor gracilis. В 2020 году род перенесли в подсемейство Caenagnathinae.